# 飛飛
飛飛（フェイフェイ、FeiFei）は、ブルームーンスタジオの沖孝智により制作されたバーチャルアイドル（CGアイドル）である。テライユキと並び2000年前後のCGアイドルの流行を代表するキャラクターであり、特にリアルな造形で高く評価された。

## 来歴
飛飛は、広告プロダクションブルームーンスタジオで、沖孝智が、元々は仕事としてでなく個人的に制作したものである。当時、3Dグラフィックソフト・Shadeの価格改定などを背景として、Shadeを使った3DCDによる美少女（CGアイドル）の制作が流行していた。飛飛は1999年の年末ごろに「ギャルコン」と呼ばれたShade作品の展示サイト「Shadeな人々」で発表され、「ギャルコン」をきっかけに雑誌に掲載、さらに、その雑誌を見たイーフロンティアから2000年にShade用のモデリングデータが販売されるといった形で活躍の場を広げていった。1996年の伊達杏子の失敗と、当時漫画的なデザインとリアル路線の中間的なテライユキが人気となっていたため、リアル路線のバーチャルアイドルはうまくいかないと思われていたが、飛飛の成功で、単にモデラーの腕次第であることが証明された。発表当初は名前は無かったが、モデリングデータの商品化の際に、ブルームーンスタジオ社長から普通に日本人の名前をつけるよりは中国名の方が面白いだろうとの提案を受け、飛飛の名がつけられた。モデリングデータの後には、写真集、DVDなども発売されている。2002年には日本サムスンイメージキャラクターに起用され、2006年にはパチンコ台にも登場した。

## プロフィール
- 生年：1999年
- 身長167cm
- スリーサイズ：B88・W59・H89
- 出身地：CYBER CITY Layer7 CHungking area
- 血液型：B
- 趣味：エアーバイク

## 関連商品
- モデリングデータ
  - 「Digital Beauty FeiFei 3Dデータコレクション」（2000年3月25日、イーフロンティア）
  - 「Digital Beauty FeiFei 3Dデータコレクション オフィシャルブックバンドルスペシャルパッケージ」（2000年10月27日、イーフロンティア）
  - 「Shade Digital Beauty Classic FeiFei 3Dデータコレクション」（2005年3月11日、イーフロンティア）
- 書籍
  - 「飛飛3D Data Collection Official Book―Shadeが生んだサイバーな世界」（2000年10月、イーフロンティア）
  - 「a Fragment―飛飛写真集」（2001年3月、イーフロンティア）
    - 写真集は、実写の写真をバックにキャラクターのCGを組み合わせて作られた[6]。通常の実写のアイドルの写真集が2、3ヶ月ほどで出来るのに対し、飛飛の写真集は1年半ほどの時間がかかったが、一方でコストについては実写のアイドルでは4千万円ほどかかるのに対し、1千万円強と、3分の1程度に抑えられたと言う[7]。
- DVD
  - 『サイバードール FeiFei vol.1』（2001年11月21日、ポニーキャニオン）
  - 『サイバードール FeiFei vol.2』（2001年11月21日、ポニーキャニオン）